# 重慶談判
重慶談判，指1945年8月29日至10月10日在中华民国重庆市举行的，由中國國民黨领导下的中華民國國民政府与中国共产党领导的边区政府进行的一次谈判，其主要成果为双十协定。这次谈判是政治协商会议的序曲，虽然它本身并未解决具体的实质问题，国共双方达成了用政治协商的手段解决争端的初步意向，为后来几个月政协会议的召开制造了必要的和平气氛。
虽然该谈判期间国共最高领导人会晤，但主要工作由国民政府代表王世和中共代表周恩来完成，其最高领导人并未参加具体谈判；重庆谈判仅为第二次国共内战前双方谈判的开端而非全部；此后国共谈判逐渐转入具体问题，并围绕一系列问题展开了激烈的较量。直到1947年3月，内战前的国共谈判才以失败告终。
此次谈判是以中央政府与地方政府交涉的方式进行的。后来政治协商会议时，国共两党以党派对等方式进行。

## 谈判背景
从初期的国共合作到寧漢分裂，国共合作破裂，部分共产党员和左派人士受到打击。根据中国共产党方面公布的数字，在1927年，国民党四一二清党之后，共产党员人数从国共分裂前的5.7万人，下降到一万人左右。在1927年至1937年间，中共在苏联和共产国际的支持下以建立苏维埃共产主义中国为目的，开始进行武装推翻奉行三民主义的蔣中正领导下的国民政府的活动，其领导下的中国工农红军与国民政府的國民革命軍进行了第一次国共内战，在抗日战争全面爆发前夕的西安事变中，双方最终同意停止内战，一致对外抗日。在1945年8月15日日本宣布无条件投降以后，双方针对避免内战和重组政府及改制部队等举行了这次谈判。对于谈判的两个核心议题，组建联合政府和军队国家化，国共双方皆存在着巨大且不可调和的矛盾。共产党方面因其阶级斗争的政治纲领原则，天然地将国民党及其领导下的国民政府视作资产阶级势力的代言人，是要斗争打倒的革命对象。国民党方面则警惕共产党在发动工农运动，暴力土改中所表现出的极端激进态度，更忌惮其由苏联扶持建立的组织背景，且由于共产主义和三民主义的不可调和性，认为在政治上与共产党达成妥协，共同组建联合政府的可能性极低。同时，因为双方的高级指战员多出身于苏联援助建设的黄埔军校，军事组织原则上受苏联影响大，有浓厚的“党指挥枪”的传统，且双方都无解散党中央军事委员会的打算，中共更无意撤销军队中政工人员的编制以接受“改编”，国共还在边区地方民兵武装的问题上针锋相对。因为双方的相互不信任及敌视态度，让谈判从一开始就被沦为双方用来争夺民意和争取备战时间的博弈工具。

## 谈判经过

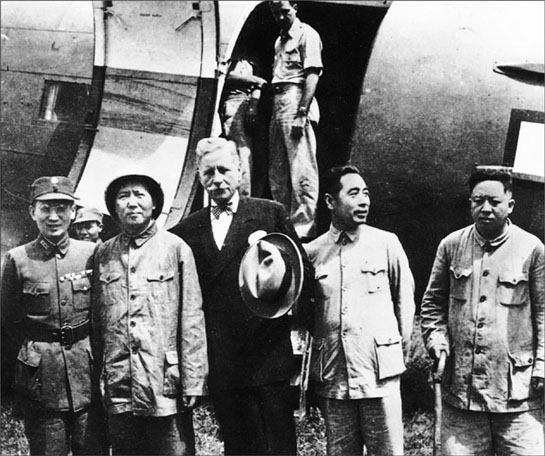
飞机从延安机场起飞前的合影。前排左起：张治中、毛泽东、赫尔利、周恩来、王若飞

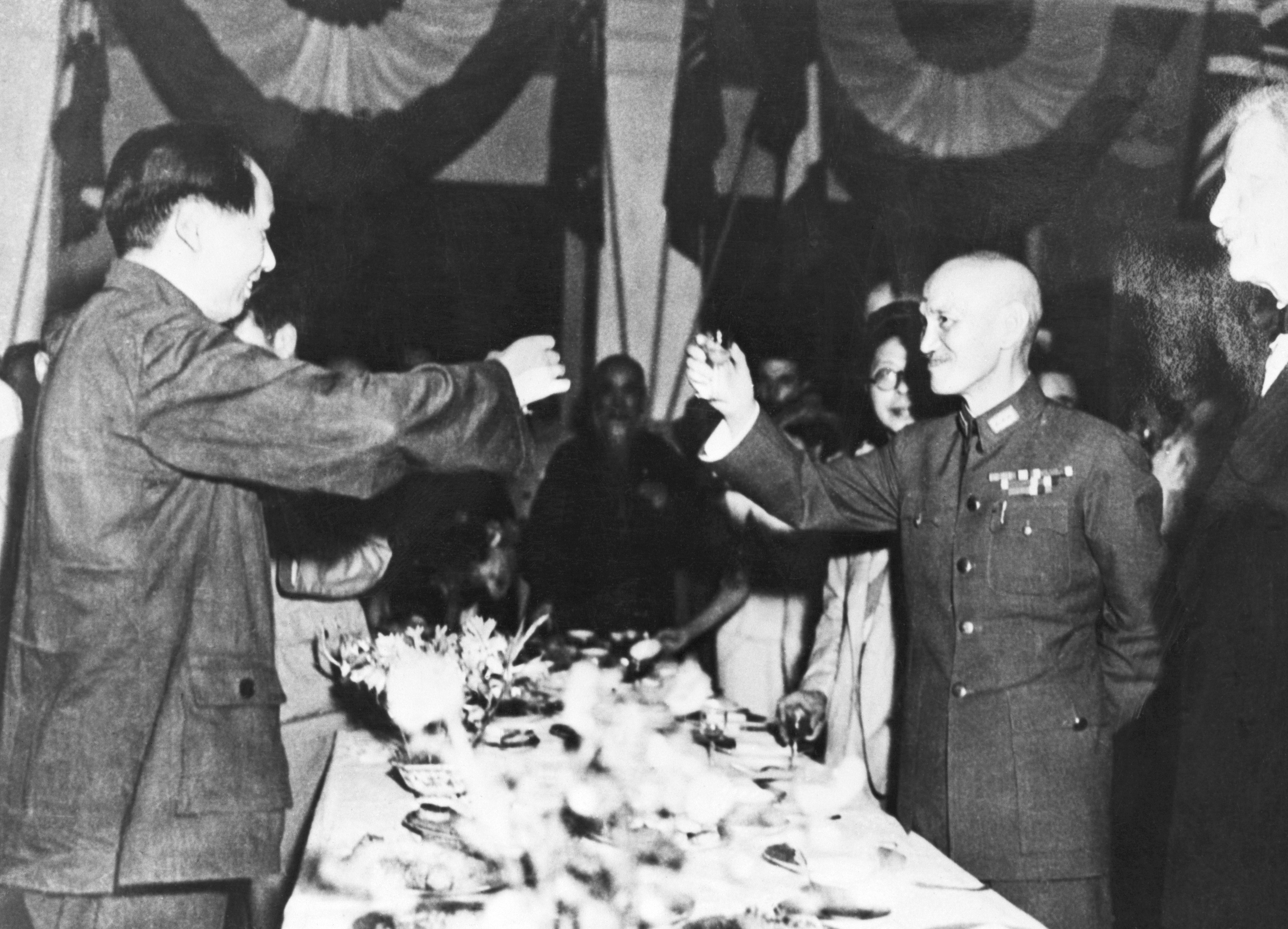
谈判期间，蔣中正與毛澤東举杯共庆抗日胜利

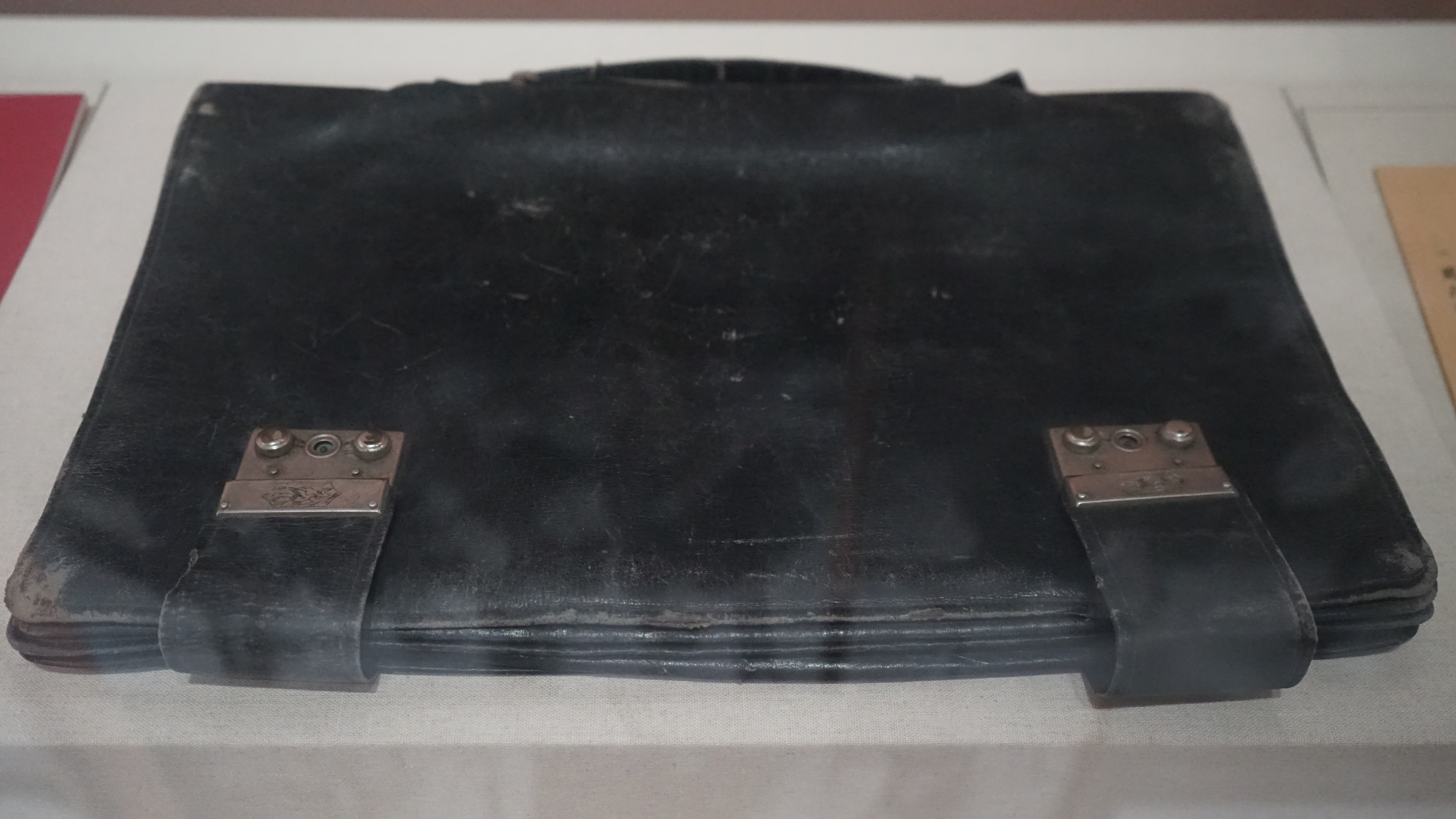
王若飞参加重庆谈判时使用的公文包。现藏军事博物馆。

1945年8月14日、20日、23日，國民政府主席蔣中正三次电邀中共中央委員會主席毛泽东到重庆谈判（抗日战争期间因为首都南京被日军占领，国民政府迁重庆，称“陪都”），中国共产党方面于23日决定由毛泽东率团前往参加谈判。
8月28日，中国共产党谈判代表毛泽东、周恩来、王若飞三人在美国驻华大使赫尔利、国民政府代表张治中的陪同下，从中共中央驻地延安乘专机赴重庆。8月28日，蔣自記：「正午會談，對毛澤東應召來渝後之方針，決以誠摯待之。政治與軍事應整個解決，但政治之要求，予以極度之寬容，而對軍事則嚴格之統一，不稍遷就。」:815-816
8月29日，重庆谈判开始，国民政府代表王世杰、张群、张治中、邵力子与中国共产党代表周恩来、王若飞举行多日会谈，达成了多项共识。重庆会谈期间，蒋中正和毛泽东仅以主客身份相礼待，双方并未参加实质性会谈，具体谈判在周恩来和王世杰之间进行。8月29日，毛方記：「下午，同蔣介石第一次直接面談。蔣介石表示一切問題，願聽取中共方面意見，並重提所謂中國無內戰的說法。毛澤東列舉十年內戰和抗日戰爭中的大量事實指出，說中國沒有內戰是欺騙。最後蔣介石提出談判三原則：⑴所有問題整個解決；⑵一切問題之解決，均須不違背政令軍令之統一；⑶政府之改組，不得超越現有法統之外。」:17蔣方記：「七時（下午），再赴蓮屋親訪毛澤東，約談一小時，普通應酬也。」:378「考慮與中共談判方針，公自記曰：⑴不得於現在政府法統之外，來談改組政府問題。⑵不得分期或局部解決、必須現時整個解決一切問題。⑶歸結於政令、軍令之統一，一切問題，必須以此為中心也。回訪毛澤東於蓮屋，與談約一小時而別。公自記曰：『普通應酬也』。」:799
9月2日，毛方記：「晚八時半，與周恩來、王若飛去林園赴蔣介石的晚宴，在座的有孫科、吳鐵城、張群、王雲五、張伯苓、傅斯年等。宴會後，同蔣介石就中共領導下的軍隊編組數目和駐地、解放區、政治會議、國民大會代表等問題，直接商談。」:20蔣方記：「晚宴毛澤東後，並與之單獨談話。」:423蔣又記：「此時對共黨應以主動與之妥洽，准予整編共軍為十二個師，如其真能接受政令、軍令，則政治上當準備委派共黨二人，並予以一省之主席，以觀後效。」:820
9月4日，毛方記：「下午五時，應蔣介石邀請，參加在軍委會舉行的慶祝抗戰勝利茶會。會後，毛澤東和蔣介石直接商談」、「同日，蔣介石將其自擬的《對中共談判要點》交張群、王世杰、張治中、邵力子，正式指定他們四人為談判代表，要他們擬具對中共九月三日所提方案的復案。」:20-21蔣方記：「約見共黨毛澤東在辦公室談話片刻，直告其周恩來所提方案與態度，皆應根本改變也。彼諾之。」:467
9月12日，毛方記：「同周恩來應蔣介石之邀，去林園共進午餐，餐後與蔣介石直接商談。」:23蔣方記：「正午，約毛澤東談話，約半小時，余以至誠與大公，允其所有困難，無不為之解決。而彼要求編其二十八師之兵數耳。」:531-532
9月17日，毛方記：「應邀赴林園同蔣介石共進午餐，張群、吳國楨、赫爾利在座。餐後，同蔣介石直接商談，雙方的爭執，仍在軍隊和政權問題。」:25蔣方記：「正午，約毛澤東、赫爾利談話，並攝影。據岳軍言：恩來向其表示者，前次毛所對余言可減少其提軍額之半數者，實乃指其四十八師之數，已照共匪總數減少一半之意也。果爾，則共匪誠不可與言矣。以當時彼明言減少半數為二十八師之數字也。其無信不誠，有如此也。」:588
毛與周恩來、王若飛研究談判新方案，表示對國方之讓步，於9月19日向國方代表提出，要點是：「⑴國、共軍隊的比例為六與一之比。⑵關於軍隊駐地和解放區，第一步，撤退海南島、廣東、浙江、蘇南、皖南、湖北、湖南、河南等八個地區之共軍，集中於蘇北、皖北及隴海路以北地區。第二步，再將蘇北、皖北、豫北地區之軍隊撤退。所有共軍集中於山東、河北、察哈爾、熱河與山西之大部分，綏遠之小部分，及陝甘寧邊區等七個地區。解放區亦隨軍隊駐地之調整而合併。⑶山東、河北、察哈爾、熱河與陝甘寧邊區之主席，山西、綏遠兩省之副主席，天津、北平、青島三個特別市之副市長，由共方推薦。北平行營由中共主持，並仿東北行營例，設政治委員會，由中共負責。」:27-2810月17日，毛說：「因為國民黨不安心。人家要回南京，南方的一些解放區，在他的床旁邊，或者在他的過道上，我們在那裡，人家就不能安心睡覺。所以無論如何也要來爭。在這一點上，我們採取讓步，就有利於擊破國民黨的內戰陰謀，取得國內外廣大中間分子的同情。」:18
9月21日，談判陷於僵局，休會5天，赫爾利找毛談話，要求中共交出軍隊，要麼破裂，毛說還要討論:28-29。
10月9日，毛方記：「同周恩來、王若飛應蔣介石夫婦邀請，赴林園共進午餐，宋子文、王世杰、張群、張治中、邵力子等在座。餮後，毛澤東與蔣介石直接商談。蔣介石仍然提出要中共放棄軍隊和解放區，毛澤東表示不能同意。」:32蔣方記：「毛澤東來辭行。公自記經過及所感曰：『毛澤東今日來作別，與之談約一小時。先問其國、共兩黨合作辦法及其意見如何？彼吞吐其詞，不作正面回答。余乃率直告他：國、共非徹底合作不可，否則不僅於國家不利，而且於共黨有害。余為共黨今日計，對國內政策應改變方針，即放棄軍隊與地盤觀念，而在政治與經濟上競爭，此為共黨今後唯一之出路。第一期建設計畫，如不能全國一致努力完成，則國家必不能生存於今日之世界，而世界第三次戰爭亦必由此而起。如此，吾人不僅對國家為罪人，而且對今後人類之禍福，亦應負其責也。彼口以為是。』」:80-81
其後，9月27日、9月28日、10月2日、10月5日，先後進行4次會談；10月8日，雙方代表就周恩來起草之《會談紀要》交換意見，10月10日雙方代表簽字，10月12日公佈之:622-623。
10月11日，毛方記：「晨同蔣介石作最後一次直接商談。蔣介石表示在解放區問題上不再讓步。毛澤東告訴蔣介石：周恩來、王若飛將在重慶繼續商談。」:32蔣方記：「今晨八時，約毛澤東早餐後，余再與之懇切對談，闡明數次談話要旨，明告其所謂解放區問題，政府決不能再有所遷就；否則，不成其為國家之意，堅決表示望其了解也。客去後，……甚歎共黨之不可與同群也。」:113毛回到延安當天，主持中共中央政治局會議時，報告重慶談判之經過說：「國民大會與解放區問題未解決，對我們重要的是和平與解放區問題。蔣介石不給解放區幾個省主席，省以下可以給。我們乃提出維持現狀，將來解決。」:3312月6日，據國方情治機構之情報，毛返延安後即召開集中決政治局委員聚會，報告其在重慶談判情形，略謂：「此次談判，涉及問題很多，均以黨中央所提之十二條原則為依據。我們認為爭取我黨的合法地位很重要，國民黨則注重於我黨的軍隊和政權兩項，所以一再堅持軍令政令的統一，以求達到取消我黨的軍權和政權。斯大林同志的話很正確：『中國的革命，是革命的武裝，反對武裝的反革命。』如果我黨的軍隊和政權被取消，即使黨能合法存在，又有什麼力量呢？所以軍隊和政權，是絕對不能放棄的。」:54-55
從1945年8月到1946年12月，將近有一年半時間，由美國居中調解，調解失敗；從1947年1月到6月，由民社黨、青年黨等居中調解，調解也失敗:704。
10月8日，國共雙方代表就周恩來起草之《會談紀要》交換意見，並修改定稿，預定10月10日簽字:31。毛在重慶各界歡送會中說：「中國今天只有一條路：就是和，和為貴。其他一切打算，都是錯的。」:31-32毛說：「不能否認，困難是有的」:32。
10月10日，会谈双方签署协议《政府与中共代表会谈纪要》，由于签署日期为10月10日，又称为《双十协定》。
10月10日，毛方記：「晚上，同周恩來、王若飛赴林園蔣介石官邸辭行，毛澤東與蔣介石直接商談。當晚毛澤東宿林園。」:32蔣方記：「翌（十）日午，親至其寓所話別時。毛忽要求准彼於當晚來宿林園。公料知其必另生枝節，但仍表示歡迎之意，略談辭出。當晚九時許，毛果來宿林園，又與談約半小時」:848、「昨夜（十）毛共談話，忽提政治協商會議以緩開為宜，並稱回延安準備召集其所謂『解放區民選代表會議』後，再定辦法。又稱國民大會提早至明年召開亦可。余聞之，殊為駭異。乃覺共黨不僅無信義，且無人格，誠禽獸之不若矣。余於此不能不和婉明告其果如所云而行，則國民大會無期延誤，我政府勢必因此失信於民；但如政治協商會議能在本月底開會協商，則國大會議，政府可遷就其意，改期召開，然至十一月十二日，不能不下召集明令，確定會期，示民以信也。余又明示其政協會即使不能如期開會，則政府不能不於十一月十二日下召集令也。余談至此告辭，約其明晨再談而別。」:112-113
10月11日，毛泽东在张治中的陪同下回延安，周恩来、王若飞留在重庆继续与国民政府方面磋商。

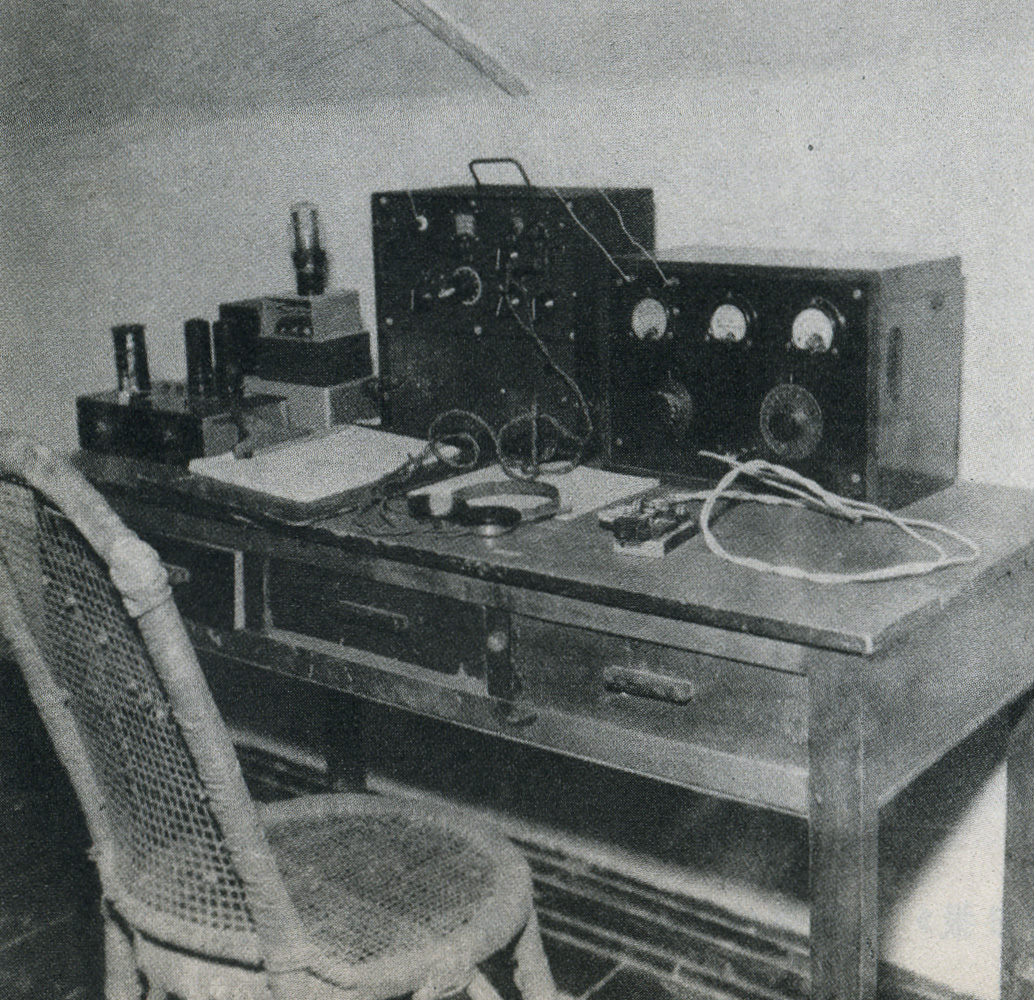
毛泽东在重庆利用南方局机要电台指挥上党战役，边谈边打

10月12日，毛為中共中央起草給各地黨委之指示說：「解放區問題，未能在此次談判中解決，還須經過嚴重鬥爭，方可解決。……解放區軍隊一槍一彈均必須保持，這是確定不移的原則」，至於「東北問題，未在此次談判中提出，我黨一切既定計劃，照樣執行。」:34-35
中共的官方史料对毛泽东赴渝声称“国民党对这次谈判并没有真正的诚意，而且也没有估计到毛泽东等真会这样快地应邀来重庆，所以他们根本没有准备好谈判方案。为了便于谈判进行，使谈判能取得具体的成果，只好由中国共产党方面提出意见”。实际上，八月二十四日，中共电报重庆，称只由“周恩来同志立即赴渝进谒”，而毛泽东“亦准备随即赴渝”。
而国民政府的邵力子在后来的政协会议第三次会谈中解释的说法是：“为什么政府方面不自动先提方案呢？这有很重要的理由。在抗战胜利以后，蒋主席邀请毛泽东先生的电报，已将政府的希望充分说明，我们只希望听取中共的意见，倘若政府先提具体方案，也许使中共方面认为政府已有一种定见，而有碍会谈的进行。中共最初提出十一点意见，政府即就所提的各条逐一答复，会谈纪要发表，条目上虽稍有变更，大体是以中共最初所提的十一项为根据。从这一点，更可以看出政府始终培养和谐空气，寻求问题解决的诚意”。

## 谈判结果
《双十协定》是重庆谈判的主要成果，双方在协议中同意避免内战、和平建国，共同推动政治民主化、军队国家化，以及与其他政党合作组建多党制民主联合政府。基于这种精神，双方在三个月后召开了政治协商会议。但是重庆谈判结束后不久，国民党撕毁双十协定，国共内战即全面爆发，这场战争直到1949年才以中国共产党主导下的中华人民共和国政府的建立和中華民國政府迁往台湾而基本暂停。

## 军事活动
日本投降之后，国共军队争夺受降权和受降区的斗争空前激烈。日本投降第二天，即8月16日，蒋中正和毛泽东分别向下属下达命令。蒋中正命令国军积极推进，共军原地驻防且日军不得向国军外军队投降。同日毛也电令各地中共军队迅速扩大解放区。
重庆谈判时，蒋中正秘密发布抗战前的《剿匪手本》，调运部队欲进驻华北，打开通往东北的道路，并指派蔣經國为特派员与苏联谈判，同时美国的军舰飞机也在向华北等地加紧运送国军，并将中共东江纵队运送山东；美军飞机甚至帮助中共运送邓小平、林彪、刘伯承、陈毅、薄一波、滕代远、陈赓、肖劲光等20人从延安前往太行山受降区。中共即制定了边谈边打，以打促谈的方针。国民党阎锡山方面想将共产党挤出晋南地区，并派国民革命军第十九军采取了针对共产党的实际行动。毛泽东在重庆期间，寸步不让，利用南方局电台秘密指示刘邓部队发起上党战役，歼灭进入晋东南地区接受日军投降的国军阎锡山部队10个师，攻占长治地区，据中共观点，此战役使蒋中正的国民政府不得不回到谈判桌前 。
重庆谈判签署双十协议之后，中共华北军队仍在归绥，包头等地围攻傅作义军队达两个月之久，直到十二月入冬久攻不克被迫撤围。。1946年1月，无党派社会贤达邵从恩在政治协商会议上发问：“双十协定第二条就是避免冲突，可是两个多月了内战仍然在打，国人应该看清楚了，中國共產黨不斷不斷在制造内战”

## 后续活动

### 一月停战
双十协定之后，国共冲突仍未停止。尤其平绥战役中，傅作义部队在包头，归绥仍被围困至12月。为尽快停战，国民政府代表张群，中共代表周恩来在美国总统特使马歇尔的调停下商谈停战令。双方围绕赤峰，多伦地区归属问题争执一番后，国府作出让步，双方在1月10日签署停战令。

### 政协会议
因双十协定并未解决双方分歧的具体问题。1946年1月10日，国共双方为进一步商讨和平建国遇到的实质问题，约集民主党派召开政治协商会议。该会议最终通过五项决议。
1946年3月，因國民黨六屆二中全會的憲草修改提議案引發中共反彈，間接地導致国共内战爆发。